# Elina Svitolina
Elina Mychajlivna Svitolina (ukrainska: Еліна Михайлівна Світоліна), född den 12 september 1994 i Odessa, är en ukrainsk professionell tennisspelare. Hon är högerhänt och spelar med dubbelfattad backhand. 
Vid olympiska sommarspelen 2020 i Tokyo tog Svitolina brons i damsingeln efter att ha besegrat kazakiska Jelena Rybakina i bronsmatchen.
År 2022 gjorde Svitolina ett uppehåll från professionell tennis för att föda sitt första barn. År 2023 gjorde hon en stark comeback genom att vinna en WTA-titel, nå kvartsfinalen i Franska öppna samt semifinalen i Wimbledon bland annat genom att vinna över dåvarande världsettan Iga Świątek.

## WTA-ranking
Svitolina var på toppen av sin karriär rankad på tredje plats i världen. Tabellen nedan visar hennes högsta uppnådda ranking varje år.
| År   | Högsta ranking |
| ---- | -------------- |
| 2010 | 487            |
| 2011 | 232            |
| 2012 | 112            |
| 2013 | 39             |
| 2014 | 28             |
| 2015 | 15             |
| 2016 | 14             |
| 2017 | 3              |
| 2018 | 3              |
| 2019 | 3              |
| 2020 | 4              |
| 2021 | 4              |
| 2022 | 15             |
| 2023 | 24             |
| 2024 | 17             |